# Communauté de communes entre Somme et Loire
Die Communauté de communes entre Somme et Loire war ein französischer Gemeindeverband mit der Rechtsform einer Communauté de communes im Département Saône-et-Loire in der Region Bourgogne-Franche-Comté. Sie wurde am 20. Dezember 2011 gegründet und umfasste 17 Gemeinden. Der Verwaltungssitz befand sich im Ort Bourbon-Lancy.

## Historische Entwicklung
Am 1. Januar 2017 wurde der Gemeindeverband mit der Communauté de communes du Pays de Gueugnon zur neuen Communauté de communes Entre Arroux, Loire et Somme zusammengeschlossen.

## Ehemalige Mitgliedsgemeinden
1. Bourbon-Lancy
2. Chalmoux
3. Cressy-sur-Somme
4. Cronat
5. Cuzy
6. Gilly-sur-Loire
7. Grury
8. Issy-l’Évêque
9. Lesme
10. Maltat
11. Marly-sous-Issy
12. Mont
13. Montmort
14. Perrigny-sur-Loire
15. Saint-Aubin-sur-Loire
16. Sainte-Radegonde
17. Vitry-sur-Loire